# Stazione di Pisciotta-Palinuro
La stazione di Pisciotta-Palinuro è una stazione ferroviaria posta sulla linea Battipaglia-Reggio Calabria. Serve i centri abitati di Pisciotta e di Palinuro.